# Джозеф Вотел
Джозеф Леонард Вотел (англ. Joseph Leonard Votel; нар. 14 лютого 1958, Сент-Пол, Міннесота) — американський воєначальник, генерал армії США (2014), командувач Центрального Командування ЗС США (2016—2019), сил спеціальних операцій ЗС США (2014—2016), Об'єднаного Командування спеціальних операцій (2011—2014). Учасник війн в Іраку та Афганістані.

## Біографія
Джозеф Вотел народився 14 лютого 1958 року в місті Сент-Пол у штаті Міннесота. У 1978 році поступив до Військової Академії США, по завершенні якої в липні 1980 року отримав військове звання другого лейтенанта і приступив до виконання обов'язків командира піхотного взводу у 3-ій піхотній дивізії в Німеччині.
Військова кар'єра
- жовтень 1980 — другий лейтенант
- листопад 1981 — перший лейтенант
- лютий 1984 — капітан
- вересень 1991 — майор
- травень 1995 — підполковник
- травень 2001 — полковник
- січень 2005 — бригадний генерал
- жовтень 2008 — генерал-майор
- червень 2011 — генерал-лейтенант
- серпень 2014 — генерал

Проходив службу на різних командних та штабних посадах в піхотних частинах та навчальних закладах. У вересні 1989 року призначений оперативним офіцером штабу 75-го полку рейнджерів, залучався до планування вторгнення американських військ до Панами. Навчався у Командно-штабному коледжі армії США у Форті Лівенворт. У червні 1991 після випуску призначений начальником штабу 1-го батальйону 75-го полку. Служив штабним офіцером в Об'єднаному командуванні ОЗС НАТО в Неаполі.
З 1994 до 1996 роки у штабі Сил втілення в Боснії та Герцеговині при проведенні миротворчої операції. З 1996 — командир батальйону 10-ї гірськострілецької дивізії у Форті Драм, а через два роки командир батальйону в 75-му полку.
З липня 2000 до червня 2001 слухач Воєнного коледжу армії США в Карлайлі, Пенсільванія. По випуску командир 75-го полку рейнджерів.
З вересня 2003 полковник Дж. Вотел проходив службу в штабі армії США на посадах заступника начальника психологічних операцій, начальник групи розробки методів боротьби з СВП, начальник Оперативного центру протидії СВП. Згодом став заступником директора Об'єднаного агентства протидії СВП, що підкорялася напряму заступнику міністра оборони США.
У травні 2006 року призначений заступником командира з операцій 82-ї повітрянодесантної дивізії, що воювала в Афганістані в складі CJTF-82 (укр. 82-га Спільна Об'єднана оперативна група).
З поверненням з Афганістану у липні 2007 року заступник командувача Об'єднаного командування спеціальних операцій ЗС США у Форт Бреггі. З червня 2011 року — командувач цього командування сил спеціальних операцій США.
З 28 серпня 2014 року призначений Командувачем спеціальних операцій США, яким командував до березня 2016 року.
16 січня 2016 року Президент США Б.Обама номінував генерала Дж. Вотела на посаду командувача Центрального Командування ЗС США замість генерала Л.Остіна.
З 30 березня 2016 року до 28 березня 2019 року генерал Дж. Вотел перебував у посаді командувача Центрального Командування ЗС США, після чого пішов у відставку.